# Asarum yakusimense
Asarum yakusimense är en piprankeväxtart som beskrevs av Masamune. Asarum yakusimense ingår i släktet hasselörter, och familjen piprankeväxter. Inga underarter finns listade i Catalogue of Life.